# Bruno Francescato
Pour les articles homonymes, voir Francescato.
Pas d'image ? Cliquez ici

a Compétitions nationales et continentales officielles uniquement.

b Matchs officiels uniquement.
Dernière mise à jour le 20 avril 2023.
Bruno Francescato (né le 3 avril 1955 à Sardara) est un joueur de rugby à XV. Il a joué pour l'équipe d'Italie, il est trois-quarts centre.

## Biographie
Bruno Francescato a honoré sa première cape internationale le 29 octobre 1977 à Prague avec l'équipe d'Italie pour une victoire 10-4 contre la Tchécoslovaquie.
Bruno Francescato était issu d'une famille extraordinaire de joueurs de rugby. Trois de ses frères ont aussi joué pour l'équipe d'Italie alors que les deux autres ont aussi joué au plus haut niveau en club. 
Luigi et Rino ont tous fait leur début chez les Azzurri dans les années 1970. Luigi a eu 42 capes et Rino 38, tandis que Luca,  et Manuel,  ont joué au rugby en série A. Ivan a fait ses débuts chez les Azzurri en 1990. 
Bruno Francescato compte 7 capes internationales et il a honoré sa dernière cape internationale le 12 avril 1981 à Brăila pour une défaite 35-9 contre la Roumanie. Bruno Francescato, Luigi et Rino jouaient aux postes 11,12 et 13.

## Carrière

### Sélection nationale
- 7 sélections avec l'Italie
- Sélections par année : 3 en 1977, 2 en 1978, 1 en 1979, 1 en 1981.